# Мендзижече-Гурне
Мендзижече-Гурне (пол. Międzyrzecze Górne, нім. Ober Kurzwald) — село в Польщі, у гміні Ясениця Бельського повіту Сілезького воєводства.
Населення — 2454 особи (2011).
У 1975-1998 роках село належало до Бельського воєводства.

## Демографія
Демографічна структура станом на 31 березня 2011 року:
|          | Загалом | Допрацездатний вік | Працездатний вік | Постпрацездатний вік |
| -------- | ------- | ------------------ | ---------------- | -------------------- |
| Чоловіки | 1230    | 319                | 815              | 96                   |
| Жінки    | 1224    | 293                | 736              | 195                  |
| Разом    | 2454    | 612                | 1551             | 291                  |